# Daniel Revenu
Daniel Jean Claude Ernest Revenu (Issoudun, 1942. december 5. – Melun, 2024. január 2.) olimpiai és világbajnok francia tőrvívó.

## Sportpályafutása
1964 és 1976 között négy olimpián vett részt és mindegyiken szerzett érmet. Legjobb eredményét az 1968-as mexikóvárosi olimpián érte el, ahol a tőrvívás csapatversenyében aranyérmes lett. Ezenkívül öt bronzérmet szerzett, hármat csapatban, kettőt egyéniben. 1963 és 1975 között a világbajnokságokon két arany-, egy ezüst- és három bronzérmet nyert.